# ستان كليمنتس
ستان كليمنتس (بالإنجليزية: Stan Clements)‏ (25 يونيو 1923 ببورتسموث في المملكة المتحدة - ) هو لاعب كرة قدم بريطاني في مركز الدفاع. لعب مع نادي ساوثهامبتون.